# الیمپوس ئی-۴۱۰
الیمپوس ای-۴۱۰ (به انگلیسی: Olympus E-410) یک دوربین عکاسی ساخت شرکت الیمپوس است.